# Fresald del Gavaldà
Fresald del Gavaldà (Losera, mitjan segle viii - la Canorga, 828) fou un bisbe franc de Mende. És venerat com a sant per l'Església catòlica.

## Biografia
Fresald apareix com a bisbe dels gabals durant el regnat de Lluís el Pietós, evangelitzant el Gavaldà. Només apareix escadusserament en algunes fonts històriques que no en donen detalls i no consta la seva participació en cap concili de l'època. La seva vida es basa sobretot en la tradició oral i és de caràcter llegendari. Va intentar acabar amb alguns rituals pagans com el del llac de Sant Andèol, proper a Bonnecombes.

## Llegenda
La Vita llegendària diu que ja gran, Fresald encara era robust i fort, per la qual cosa, el seu nebot Bucili, que l'havia de succeir com a bisbe, estava impacient. El diable va indicar a Bucilí que tallés el cap del seu oncle i el nebot ho va fer a la mateixa casa de Fresal; el diable, llavors, va escanyar Bucilí. Fresald va prendre el seu cap amb les mans i va caminar fins al lloc on volia ésser enterrat, a la Canorga, vora una font. Això sembla indicar que en aquell moment la seu del bisbat era allí i a Mende, a quaranta quilòmetres, i que, potser, Fresal pertanyia a la família dels Canilhac, baronia del Gavaldà procedent d'aquell lloc.

## Veneració

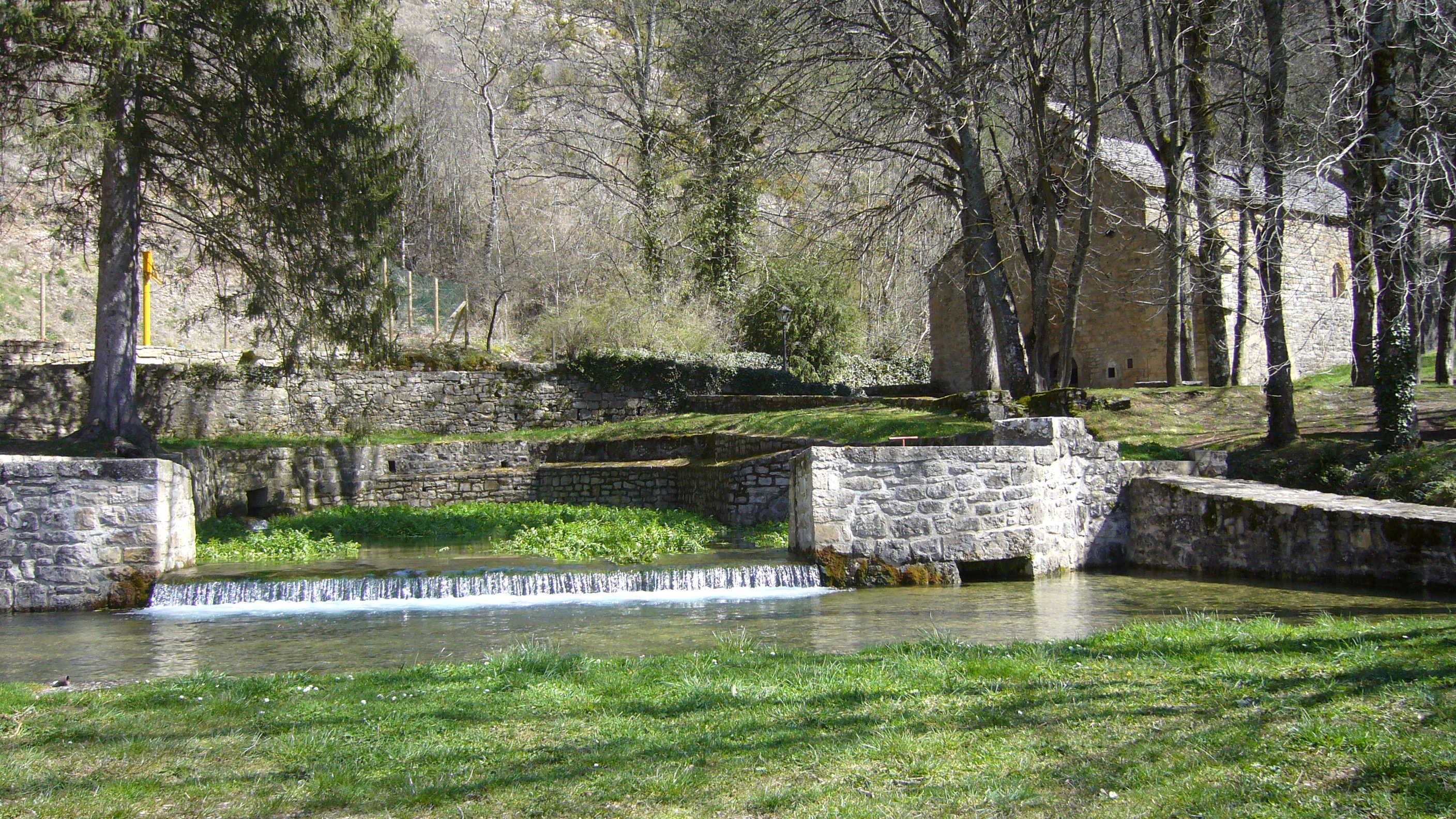
Capella i font a la Canourgue

Fou sebollit a la Canorga (Losera) en un sarcòfag romà i sobre la tomba s'aixecà la capella anomenada de Sant Fresald de la Canorga; l'edifici actual data del segle xii. Les aigües de la font tenen propietats medicinals.
Segons una tradició, en 1628, un bisbe volgué traslladar-ne les relíquies a Mende; en trobaren el cos incorrupte, però en voler treure'l de la capella, fou impossible que en sortís, per la qual cosa s'hi tornà a deixar. En 1871 s'examinaren les restes del sarcòfag i es trobà que corresponia al segle IX i que el mort havia estat decapitat.